# Ângelo Máximo
Ângelo Ismael Máximo (Goiânia, 6 ottobre 1948) è un cantante e showman brasiliano.

## Biografia
Si è dedicato alla musica quando già aveva conquistato la celebrità per essere stato uno dei primi interpreti di fotoromanzi in Brasile.
I suoi album degli anni 60 e 70, ispirati alle atmosfere delle canzoni di Elvis Presley, hanno venduto centinaia di migliaia di copie in Brasile (permettendogli di conquistare dischi d'oro) e anche all'estero, in particolare Stati Uniti e Canada. Canzoni come Domingo Feliz, A Primeira Namorada e Vem Me Fazer Feliz sono state per anni veri e propri tormentoni radiofonici. L'artista ha inoltre condotto numerosi show di successo nel suo Paese.
Nel 2017 è stato ospite d'onore in una puntata del programma televisivo italiano MilleVoci brasiliane di Gianni Turco, trasmesso da circuiti locali. 